# 睾酮
睾酮又稱睪固酮，是由男性睾丸或女性卵巢分泌的一种类固醇激素，少量来自肾上腺，为男性主要的雄激素和合成代謝類固醇。睾酮另有其他少见或旧时的译名，如：睪甾酮、睪脂酮、睪丸酮或睪丸素等。
睾酮对于睾丸和前列腺等男性生殖組織的發育，促進肌肉和骨量增加，以及促进第二性征、體毛的生長和男性心理特徵（如攻擊傾向增加、性衝動、給伴侶留下深刻印象的傾向和其他求偶行為等）有关。此外，男性的睾酮與兩性的健康和幸福有關，它對整體情緒、認知、社交和性行為、新陳代謝和能量輸出、心血管系統以及骨質疏鬆症的預防都有顯著影響。男性睾酮水平不足可能導致異常情況，包括虛弱、體內脂肪組織堆積、焦慮和抑鬱、性能力問題和骨質流失。
男性睾酮水平過高可能與雄激素過多症、心臟衰竭風險增加、前列腺癌男性死亡率增加、脂溢性脫髮、衝動和性慾亢進有關。
睾酮是雄烷類的類固醇，在第 3 位和第 17 位分別含有一個酮和一個羥基。 它由膽固醇在數個階段中生物合成，並在肝臟中轉化為無活性代謝物。 它通過結合和激活雄激素受體發揮作用。 在人類和大多數其他脊椎動物中，睾酮主要由雄性睾丸分泌，少量由雌性卵巢分泌。 平均而言，成年男性的睾酮水平大約是成年女性的七到八倍。 男性睾酮的新陳代謝更為明顯；但女性對該激素更加敏感。
除了作為天然激素的作用外，睾酮還用作治療男性性腺功能低下症和女性乳腺癌的藥物。 由於睾酮水平隨著男性年齡的增長而降低，因此有時會在老年男性中使用睾酮來抵消這種缺陷。 它也被非法用於增強體質和表現（參見表現增強物質），例如在運動員身上。 世界反興奮劑機構將其列為“始終禁用”的 S1 合成代謝劑物質。

## 产生
與其他類固醇激素一樣，睪酮是由膽固醇所衍生的。男性睪丸可以產生大量睪酮，女性卵巢、胎盤及男性或女性的腎上腺網狀帶亦會分泌少量的睾酮。睾酮属于一种激素原，在芳香化酶的作用下可转变为17β-雌二醇。
睪酮是經由血液中的性激素結合球蛋白運送至身體的目標組織。男性生殖腺內的塞爾托利氏細胞需要睪酮來生成精子。

## 運作方式
睪酮對人類及其他脊椎動物通過兩個方式來產生效用：
1. 直接或以血清雙氫睪酮（DHT）形式使雄激素受體活躍化
2. 轉化為雌二醇使某些雌激素受體活躍化

游離的睪酮會被運送至目標組織細胞的細胞質中，與雄激素受體結合，或被5α還原酶轉為血清雙氫睪酮（DHT）。DHT同樣會與雄激素受體結合（這種結合更穩固，DHT的男性激素強度約是睪酮的2.5倍）。睪酮受體或血清雙氫睪酮受體會進行結構性的轉變，並讓它們進入細胞核，與染色體DNA內特定的核苷酸結合。結合的區域稱為激素反應元件（HRE），並影響某些基因的複製活動，產生男性激素效用。
在其他脊索動物的組織內也會有雄激素受體，而雄性及雌性對睪酮的反應也相當一致。在出生前雄性與雌性的睪酮劑量的差異，會導致在青春期或整個生命上的生物差異。
睪酮芳構化成雌二醇會對腦及骨這兩個人體重要的組織構成主要的影響。在骨中，雌二醇加速了軟骨成長為骨的過程，使骨端接合及完成生長的程序。在中樞神經中，雌二醇是給予下視丘的主要迴饋訊號，尤其在影響排卵素的分泌。在很多哺乳動物的腦部中，某些性別差異區域在出生前或產期的雄性化，都是受著睪酮所產生的雌二醇影響，決定將來的雄性性行為。

## 對人類的影響
概括地說，雄激素助長蛋白質的合成及擁有雄激素受體的組織的生長，睪酮的效用可以分為合成代謝及雄性化效應。合成代謝效應包括肌肉質量及力量的增長、增加骨質密度及強度、刺激線性生長及骨骼成熟等。雄性化效應則包括性器官的成熟（尤其是陰莖及胎兒陰囊的生成）、出生後（通常是在青春期）聲線的轉沉、鬍鬚及體毛的生長等。這些效應一般都是男性的第二性徵。
睪酮的影響亦可以自然產生睪酮的時期來區分。在出生後睪酮對男性或女性的不同影響，主要是受著運送游離睪酮的份量及時間所影響。在妊娠後7－12個星期，大部份出生後的男激素效應便會出現，這包括：
- 生殖男性化，如陰莖的漲大等
- 前列腺及精囊的生育

此外，睾酮会降低信任感，而催产素则会提高信任感（Bos & others，2010）

### 對幼嬰的影響
現時就睪酮對幼嬰的影響所知甚少。在男性幼嬰出生後的頭一個星期，睪酮的份量開始上升，並維持與青春期相約的份量數個月。在約4－6個月大，睪酮份量會下降至僅能測量的份量。這樣的上升未有對身體上其他地方帶來改變，其作用仍是未知的，但有學者認為是協助所謂的「腦部男性化」。

### 對青春期的影響
在青春期時，睪酮會令孩童出現第一種雄激素上升可見的現象。這些現象包括：
- 產生成年人的體味
- 皮膚及頭髮增加油性，長出青春痘
- 長出體毛及鬍鬚
- 整體成長劇增，加速骨骼成長
- 維持陰莖正常的發育
- 維持正常的性慾及性功能
- 長出喉结，令聲線變得低沉
- 面部皮下脂肪減少
- 肌肉強度及質量上升

### 對成人的影響
睪酮對成人的影響，對男性比較明顯，但對男女兩性都同樣重要。隨著年紀漸長，睪酮的份量下降，這些影響亦隨之而減少。這些影響包括：
- 維持肌肉強度及品量
- 維持骨質密度及強度
- 維持性慾及勃起次數
- 提神及提升體能（對照睪酮缺乏患者體能較佳，但與正常人無異，刻意補充對體能不會有顯著的增加）
- 成年男子不論服用或施打多少睪酮都無法再次促使陰莖的成長與發育

#### 性喚起
睾酮水平遵循晝夜節律（英語：Nychthemeron），在每天較早時達到峰值，與性活動無關。
女性的積極性高潮體驗與睾酮水平之間存在正相關關係，其中放鬆是對體驗的關鍵感知。 睾酮與男性對其性高潮體驗的看法之間沒有相關性，而且無論哪種性別，較高的睾酮水平與更強的性自信之間也沒有相關性。
女性的性喚起和自慰會使睾酮濃度略有增加。 男性自慰後各種類固醇的血漿水平顯著增加，睾酮水平與這些水平相關。

### 對運動員的影響
由於睪酮能提升體能，一些運動員為保持體育狀態或表現，會於賽前使用睪酮。男運動員在賽前數小時，可以將睪酮注射陰囊內，激化身體的狀態。但現時大部份的體育項目都已把睪酮定為禁藥。
過度超量或是長期的使用睪酮，會導致睪丸及男性生殖器萎縮，且導致永久性的陽痿。如果為女性，則會出現乳房萎縮、刺激毛髮過度生長、陰蒂肥大貌似小陰莖和长胡子等種種男性化現象。

## 醫藥效用
睪酮首先是在1935年從一頭雄牛中抽取，經歷多年，已經發展了多種不同的醫藥種類。現時在北美洲睪酮可以有注射式（如環戊丙酸睪酮及庚酸睪酮）、口服的、口頰的及皮膚滲透式的包、膏與凝膠。
睪酮最初的用途是治療性腺功能低下症，即補充自體分泌不足或沒有自然分泌睪酮的病症。在激素替代疗法（HRT）下適當地使用睪酮，可以維持血液中的睪酮量維持在正常水平。
與其他激素一樣，睪酮及其他同化激素除了因缺乏而補充，亦有其他用法，但相對的附帶著更大更多的副作用。如不育、性慾喪失（性冷感）或陽痿、骨質疏鬆症等。1940年代後期，睪酮更被以抗衰老藥物為商業噱頭，情況與近代的生長激素一樣。
利用睪酮的男性化作用，跨性别男性（即由女性經由變性成為男性）會以睪酮作為替代，以維持至一般正常男性的睪酮水平。同樣地，跨性别女性會使用藥物抑制睪酮的生成，以讓雌激素發揮效用。

## 生物合成
孕烯醇酮是所有同化激素的前體，亦是膽固醇的衍生物，可以合成睪酮。合成睪酮可以從兩個方式進行，即δ-5方式及δ-4方式。δ-5方式是將孕烯醇酮轉化脫氫表雄甾酮為雄烯二酮。
δ-4方式是將妊娠素的C-17部份羥基化得出醋酸羥孕酮，再轉化為雄烯二酮。雄烯二酮就是睪酮的直接前體。將在C-17部份的酮降為醇就可以得出睪酮。睪酮就是雌二醇的前體。
在過程中加入鋅睪酮的合成份量。鋅是類固醇受體的運作有著重要影響，且是能使睪酮合成的酶的協助因素。

## 附註
1. ↑  . 术语在线. 全国科学技术名词审定委员会. （简体中文）
2. ↑  . 樂詞網. 國家教育研究院 （中文（臺灣））.
3. ↑  . Mayo Clinic.   [30 December 2019]. （原始内容存档于2020-04-21） （英语）.
4. ↑  Mooradian AD, Morley JE, Korenman SG. . Endocrine Reviews. Feb 1987, 8 (1): 1–28. PMID 3549275. doi:10.1210/edrv-8-1-1.
5. ↑  Bassil N, Alkaade S, Morley JE. . Therapeutics and Clinical Risk Management. Jun 2009, 5 (3): 427–48. PMC 2701485 . PMID 19707253. doi:10.2147/tcrm.s3025.
6. ↑  Tuck SP, Francis RM. . . Frontiers of Hormone Research 37. 2009: 123–32. ISBN 978-3-8055-8622-1. PMID 19011293. doi:10.1159/000176049.
7. ↑  Gann, Peter H.; Hennekens, Charles H.; Ma, Jing; Longcope, Christopher; Stampfer, Meir J. . Journal of the National Cancer Institute. 21 August 1996, 88 (16): 1118–1126  [27 April 2023]. doi:10.1093/jnci/88.16.1118. （原始内容存档于2023-04-27）.
8. 1 2  Luetjens CM, Weinbauer GF. . Nieschlag E, Behre HM, Nieschlag S  (编).  4th. Cambridge: Cambridge University Press. 2012: 15–32. ISBN 978-1-107-01290-5.
9. ↑  Torjesen PA, Sandnes L. . Clinical Chemistry. Mar 2004, 50 (3): 678; author reply 678–9. PMID 14981046. doi:10.1373/clinchem.2003.027565 .
10. ↑  Southren AL, Gordon GG, Tochimoto S, Pinzon G, Lane DR, Stypulkowski W. . The Journal of Clinical Endocrinology & Metabolism. May 1967, 27 (5): 686–94. PMID 6025472. doi:10.1210/jcem-27-5-686.
11. ↑  Southren AL, Tochimoto S, Carmody NC, Isurugi K. . The Journal of Clinical Endocrinology & Metabolism. Nov 1965, 25 (11): 1441–50. PMID 5843701. doi:10.1210/jcem-25-11-1441.
12. ↑  Dabbs M, Dabbs JM. . New York: McGraw-Hill. 2000. ISBN 978-0-07-135739-5.
13. ↑  . Drugs.com. American Society of Health-System Pharmacists. December 4, 2015  [3 September 2016]. （原始内容存档于August 20, 2016）.
14. ↑  Liverman CT, Blazer DG. .  (报告). National Academies Press (US). 2004  [2023-05-03]. （原始内容存档于2016-01-10） （英语）. 已忽略未知参数|collaboration= (帮助)
15. ↑  . World Anti-Doping Agency.   [2021-07-18]. （原始内容存档于November 12, 2020） （英语）.
16. ↑  戴维, 迈尔斯. . 人民邮电出版社. 2014: 9. ISBN 987-7-115-36984-0 请检查|isbn=值 (帮助).
17. ↑  Fox CA, Ismail AA, Love DN, Kirkham KE, Loraine JA. . The Journal of Endocrinology. Jan 1972, 52 (1): 51–8. PMID 5061159. doi:10.1677/joe.0.0520051.
18. ↑  van Anders SM, Dunn EJ. . Hormones and Behavior. August 2009, 56 (2): 206–13. PMID 19409392. S2CID 14588630. doi:10.1016/j.yhbeh.2009.04.007. hdl:2027.42/83876 .
19. ↑  Exton MS, Bindert A, Krüger T, Scheller F, Hartmann U, Schedlowski M. . Psychosomatic Medicine. 1999, 61 (3): 280–89. PMID 10367606. doi:10.1097/00006842-199905000-00005.
20. ↑  Purvis K, Landgren BM, Cekan Z, Diczfalusy E. . The Journal of Endocrinology. Sep 1976, 70 (3): 439–44. PMID 135817. doi:10.1677/joe.0.0700439.

## 外部連結
- NIST entry for Testosterone （页面存档备份，存于）
- NIST results of search for Testosterone (Shows androstenone.) （页面存档备份，存于）
- NIST Standard Reference Database （页面存档备份，存于）